# Монте Сан Биаджо
Мо̀нте Сан Биа̀джо (на италиански: Monte San Biagio) е градче и община в Централна Италия, провинция Латина, регион Лацио. Разположено е на 162 m надморска височина. Населението на общината е 6273 души (към 2014 г.).